# ФК Днепър (Могильов)
„Днепър“ е беларуски футболен клуб от гр. Могильов.
Основан под името „Химик“, клубът се е казвал още „Спартак“ и „Днепър-Трансмаш“.
„Днепър“ е финалист още в първото издание на Купата на Беларус, но е разгромен от „Динамо“, Минск с 1:6. Шампион на Беларус е за 1998 г.

## Успехи
- Шампион на Беларус (1):

1998
- - Сребърен медалист:

1992
- -     - Бронзов медалист:

2009
- - Финалист за Купа на Беларус (1):

1992